# Born (Hohenstein)
Born ist ein Ortsteil der Gemeinde Hohenstein (Untertaunus) im südhessischen Rheingau-Taunus-Kreis.

## Geographie
Der Ort liegt in Hanglage am oberen Ende eines vom Herbach durchflossenen rechten Seitentals des Aartales inmitten einer Rodungsinsel, die aus Wiesen- und Ackerflächen besteht. Durch den Ort führt die Kreisstraße 700, die sowohl südwestlich im Aartal als auch südöstlich in Bleidenstadt an die Bundesstraße 54 anschließt.
Höchste Erhebung ist das Hohe Rech (438 m) unmittelbar westlich der Ortslage.
Zwischen Born und dem nördlichen Nachbarort Breithardt verläuft der Obergermanisch-Raetische Limes.

## Geschichte
Erstmals wird Born im Jahre 1275 urkundlich erwähnt. Damals hieß der Ortsname Burno. Dieser alte Name weist auf einen Brunnen hin. 
Die evangelische Kirche wurde im Jahre 1703 fertiggestellt. Die erste Schule datiert von 1694. Sie wurde 1891 neu erbaut. Das Rat- und Backhaus wurde 1822 errichtet. Zum Ort gehörte auch die Lauberstegmühle, die aus dem Jahre 1711 stammt.
Am 1. Juli 1972 bildete die bis dahin selbständige Gemeinde Born im Zuge der Gebietsreform in Hessen zusammen mit sechs weiteren Gemeinden auf freiwilliger Basis die neue Großgemeinde Hohenstein. Für Born  wurde wie für die übrigen Ortsteile ein Ortsbezirk mit Ortsbeirat und Ortsvorsteher errichtet.
Das heutige Bürgerhaus wurde 1992 und der Kindergarten 1999 erbaut.

## Politik
Der Ortsbeirat besteht aus fünf Mitgliedern. Seit den Kommunalwahlen 2021 gehören ihm vier Mitglieder der SPD und ein Mitglied der CDU an.
Die Ortsvorsteherin ist Barbara Wieder (SPD).

## Wappen
Am 9. März 1968 wurde der Gemeinde Born im damaligen Untertaunuskreis ein Wappen mit folgender Blasonierung verliehen: In Blau ein goldener Ziehbrunnen mit silbernem Eimer.

## Evangelische Kirche

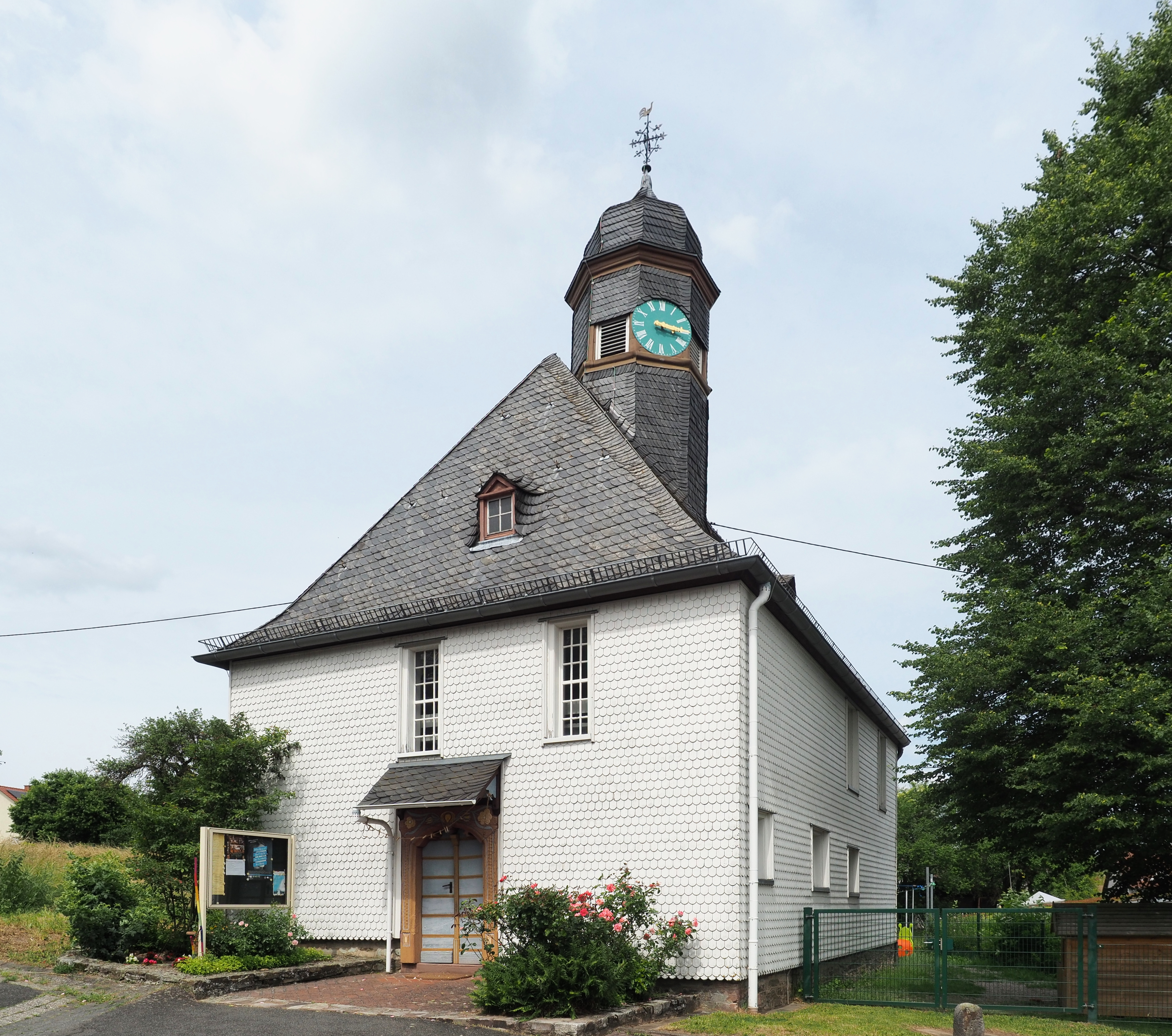
Evangelische Kirche von Süden gesehen

Die Evangelische Kirche in der Obergasse wurde ab 1699 als Fachwerkkirche entworfen und von 1701 bis 1703 gebaut. Heute (2021) ist sie die einzige evangelische Fachwerkkirche Westhessens.
Das hölzerne Kirchenschiff ist hinten, links und vorn mit einer Empore überbaut. Ein Dachreiter beherbergt drei Glocken, die vom Mittelgang der Kirche aus durch Seilzüge von Hand geläutet werden.
Die Kirche wurde 40 Jahre lang von der römisch-katholischen Kirchengemeinde St. Ferrutius in Bleidenstadt mitgenutzt.

### Orgel
Die Orgel der Evangelischen Kirche steht oberhalb des Altars auf der Ostempore. Der Spieltisch befindet sich auf der rechten Seite (von der Gemeinde aus gesehen). Das heute denkmalgeschützte Instrument wurde erstmals 1789 von der Werkstatt Johann Wilhelm Schöler aus Bad Ems erbaut und 1964 von Gebr. Oberlinger renoviert und umgebaut. Dabei wurden die tragende Struktur, die Mechanik sowie etliche Pfeifenfüße und -kerne erneuert und eine elektrische Windanlage installiert.
Die Disposition lautet:
| I Manual C–e3 |                           |        |
| 01.           | Principal                 | 04′    |
| 02.           | Viola da Gamba            | 08′    |
| 03.           | Gedackt                   | 08′    |
| 04.           | Quinte                    | 03′    |
| 05.           | Flöte                     | 04′    |
| 06.           | Octave                    | 02′    |
| 07.           | Terz                      | 1 3⁄5′ |
| 08.           | Mixtur III                | 01′    |
| 09.           | Trompete (Bass, C–h0)     | 08′    |
| 10.           | Trompete (Diskant, c1–e3) | 08′    |

| Pedal |           |     |
| 11.   | Subbass   | 16′ |
| 12.   | Oktavbass | 08′ |

- Koppel: I/P (als Fußtritt)